# Apostolska administratura Uzbekistana
Apostolska administratura Uzbekistana je jurisdikcija Katoličke Crkve u Uzbekistanu, pod izravnom upravom Dikasterija za evangelizaciju. Prijestolnica joj je Katedrala Presvetoga Srca Isusova u Taškentu.
Utemeljio ju je papa Ivan Pavao II. 29. rujna 1997. godine, a na razinu apostolske administrature uzdignuta je 1. travnja 2005. godine.
Trenutni apostolski administrator je biskup Jerzy Maculevicz, koji je na toj dužnosti od uzdignuća 2005. Prije njega, apostolski upravitelj bio je o. Krzysztof Kukulka (1997. - 2005.).